# ناتج اضمحلال
ناتج الاضمحلال في الفيزياء هو نويدة ناتجة من الاضمحلال الإشعاعي من النويدة الأصل. نواتج الاضمحلال لها أهمية كبيرة في فهم الاضمحلال الإشعاعي وكيفية التعامل مع النفايات المشعة.
وفي الواقع فإن نواتج الاضمحلال تكون نفسها نشيطة إشعاعيا. ونتيجة لذلك فإن معظم النيوكليدات المشعة لا يوجد لها ناتج اضمحلال, ولكن سلسلة اضمحلال, حتى تصل أخيرا إلى نيوكليد ثابت. والعناصر التي لها عدد ذري أعلى من الرصاص, غالبا ما يكون ناتج اضمحلالها نظير من نظائر الرصاص. وغالبا ما يكون الرصاص هو النقطة الثابتة التي تتوقف عندها سلسلة الاضمحلال. وفي كثير من الحالات تكون نواتج الاضمحلال في السلسلة أكثر نشاطا من النيوكليد الأصلي. وعلى هذا, فالبرغم من أن اليورانيوم في حالته النقية ليس من المواد الخطرة إشعاعيا, فإن بعض أجزاء البيتش بليند الطبيعية خطيرة للغاية, نظرا لأنها تحتوى على الراديوم. وبالمثل, فإن غاز الغلاف من الثوريوم له نشاط إشعاعي قليل عندما يكون جديدا, وبعد تخزينه لعدة شهور يزداد هذا النشاط الإشعاعي.
وبالرغم من أنه لا يمكن توقع ما إذا كان أيا من ذرات المادة النشيطة إشعاعيا سوف تضمحل خلال وقت معين إلا أن نواتج الاضمحلال للمادة يمكن توقعها. وبسبب ذلك, فإن نواتج الاضمحلال ذات أهمية للعلماء الذين يحاولوا معرفة كمية أو نوع المادة الأصلية. وتجرى مثل هذه الدراسات لقياس معدلات التلوث (بداخل وحول الأماكن النووية), وأيضا في مجالات أخرى.